# روبرت جيمس كريغتون
روبرت جيمس كريغتون هو صحفي وسياسي أمريكي ونيوزيلندي، ولد في 1835، وتوفي في 1893. انتخب عضو مجلس النواب النيوزيلندي ‏.